# Подгумер
Подгумер е село в Западна България. То се намира в Столична община, район Нови Искър, област София-град.

## География
Село Подгумер е разположено в северната част на Софийското поле, в подножието на южен склон на Стара планина. Намира се на 17 km от центъра на гр. София. На запад, на 2 km под права линия е Гниляне, квартал на гр. Нови Искър. На юг от Подгумер, на 2 km е село Световрачене. На 1,5 km на изток се намира Войнеговци. Надморската височина на селото варира от 530 в най-ниската му точка (при входа откъм София), до 600 метра на мястото, където обръща автобусна линия 22. Вилните зони Пресвета, Целините и Къпина са разположени на 680 m н.в., в.з. Хумни дол, която е непосредствено до Подгумер в посока запад, е на 580 m, а в.з. Старата кория е на 750 m. С разположението си на южен склон, близостта до София и тихия район, Подгумер се превърна в привлекателно място за строителство на нови къщи в последните години.

## История
В 5 век пр.н.е. в околностите на село Подгумер са живели тракийски племена, наречени тери и тилатеи. Историческите следи на селото се губят във времето, за да се появят отново между 11 и 13 век, когато в Софийско нахлуват племената татари, узи, кумани, печенеги, брендеи и др. И днес една от махалите в селото се нарича Татарската.
Според едно предание, първият заселник се казвал Гумер, който се установил на най-високото място в полите на планината. По-късно се заселили и други хора, които се наричали „пришълци“. Така името се образувало от „под“ и „Гумер“.
Най-ранното споменаване на селото е от 1420 г. като Понкумир, по-късно като Бонгумир, и Подгумир. Най-ранното споменаване на съвременното название, Подгумер, е от 1728 г.
Жителите на селото са били христолюбиви люде. За това свидетелства Подгумерският манастир, в който често отсядал дякон Левски, но манастирът тъне в разруха.
От 1892 г. до 1946 г. децата от селото са се учили на четмо и писмо в преустроения турски хамбар.

## Културни и природни забележителности
Край селото в края на ул. „Св. Димитър" е разположен Дом за възрастни с умствена изостаналост, който се намира на територията на средновековния Подгумерски манастир „Св. Димитър“, част от Софийската Мала света гора.

## Транспорт
Селото е свързано с центъра на столицата чрез редовна автобусна линия 22 от Център за градска мобилност. Тя стига директно до метростанция „Лъвов мост“ и Централна гара София за около 45 минути, като свързва Подгумер със селата Световрачене и Кубратово и кварталите Бенковски и Орландовци. В делничен ден автобусът минава на интервал от 30 – 40 минути. Някои от курсовете на линия 22 стигат до болницата при манастира. През селото минава и автобусна линия 28, която с маршрут от с. Локорско до с. Мрамор свързва Подгумер с гр. Нови Искър и останалите села от района. Селото се свързва със София чрез Софийския околовръстен път, чийто северен участък е ремонтиран изцяло. Автомобилният трафик в района е значително по-малък от останалите части и покрайнини на София. Подгумер е на 10 минути път с автомобил от входа на Искърското дефиле при кв. Курило и на 10 минути от автомагистрала „Хемус“.

## Спорт
Подгумер има действащ футболен отбор, състезаващ се в „А“ ОФГ София – Север (4 ниво). ФК „Спартак“ Подгумер е основан 1933 година. Цветът на отбора е светлосин, играе домакинските си мачове на стадион „Спартак“ в селото. На 23 октомври 2015 г. се изиграва срещата между „Спартак“ Подгумер и Локомотив София. През сезон 2015/16 гостите от столичния квартал „Надежда“ вкарват 142 гола за 20 мача и завършват само с победи, но срещу силния отбор на „Спартак“ Подгумер железничарите печелят с минимална разлика – 3:2 и в крайна сметка се разминават с първата си загуба. До края на сезона „Спартак“ завършва на трето място (на 2 точки от бараж за влизане в Трета лига).
До голямото игрище на ФК „Спартак“ Подгумер има малко игрище с изкуствена трева, свободно за ползване от жителите и гости на селото, което е ремонтирано цялото. В сградата на пощата се провеждат групови занимания по народни танци. В местния парк, близо до центъра, има на разположение стрийт фитнес уреди – лостове, лежанка и други. Срещу комплекса в промишлената зона на селото има и ранчо за конна езда и атракция с понита, а в гората над селото има разчистени пътеки за планинско колоездене.

## Други
През 2004 – 2005 г. Подгумер става известен покрай филма на Андрей Паунов „Георги и пеперудите“, посветен на Дома за възрастни с умствена изостаналост в селото, неговите обитатели и директора му Георги Лулчев. Филмът печели голямата награда „Сребърен вълк“ на фестивала за документално кино в Амстердам, след което е прожектиран с голям успех в избрани кина из Европа и на ред международни кинофоруми. Печели призове в Загреб, Краков, Сараево, Пловдив, Берлин, Триест.

## Галерия
- Подгумерската църква „Вси светии“
- Кметство Подгумер (вътре в двора)
- Военен паметник
- Партизански мемориален комплекс
- Улица „Стара планина“
- Пясъчна кариера – Подгумер
- Подгумерският водопад